# (73907) 1997 GG15
(73907) 1997 GG15 – planetoida z pasa głównego asteroid okrążająca Słońce w ciągu 3,68 lat w średniej odległości 2,38 j.a. Odkryta 3 kwietnia 1997 roku.